# Wade Hampton III
Wade Hampton III (28. marts 1818 – 11. april 1902) var kavalerigeneral i sydstatshæren under den amerikanske borgerkrig og fik senere en politisk karriere i South Carolina som delstatens guvernør og senator i De Forenede Staters senat.

## Tidlige år og karriere
Hampton blev født i Charleston, South Carolina, ældste søn af Wade Hampton II (1791–1858), kendt som "Colonel Wade Hampton", en af de mest velhavende plantageejere i Syden (og ejer af det største antal slaver). Han havde været dragonofficer i den Britisk-amerikanske krig (1812), hvor han var adjudant for general Andrew Jackson i Slaget ved New Orleans. Han var barnebarn af Wade Hampton (1754–1835), oberstløjtnant i kavaleriet under den Amerikanske uafhængighedskrig, medlem af Repræsentanternes Hus og brigadegeneral under krigen i 1812. Hans onkel, James Henry Hammond, var medlem af såvel Repræsentanternes Hus og Senatet samt guvernør i South Carolina.
Hampton voksede op i en velhavende familie og fik privatundervisning. Han var aktivt friluftsmenneske både som rytter og jæger, især på sin fars sommerejendom High Hampton i North Carolina. Han var kendt for at tage på jagt alene i skovene, hvor han jagede bjørne. I 1836 fik han eksamen fra South Carolina College (nu University of South Carolina), og studerede derefter jura hos en dommer, om end han aldrig praktiserede som advokat. I stedet helligede han sig ledelsen af sine store plantager i South Carolina og Mississippi, og tog del i statens politiske liv. Han blev valgt til South Carolina General Assembly i 1852 og var senator fra 1858 til 1861. Hamptons far døde i 1858 og sønnen arvede en stor formue, plantagerne og en af de største samlinger af slaver i Syden.

## Borgerkrigen
Hampton var som de fleste plantaejere tilhænger af slaveriet, men han havde været modstander af, at South Carolina udtrådte af Unionen, mens han var lovgiver. Da borgerkrigen brød ud valgte han dog at være loyal overfor sin hjemstat. Han opgav derfor sin plads i USAs senat og meldte sig som menig i South Carolinas milits. Statens guvernør insisterede imidlertid på, at Hampton skulle udnævnes til oberst, selv om han ikke havde nogen militær erfaring overhovedet. Hampton organiserede og medfinansierede den enhed, der blev kendt som "Hampton's Legion", der bestod af 6 kompagnier infanteri, 4 kompagnier kavaleri og et artilleribatteri. Han betalte selv for alle legionens våben.
Trods sin mangel på militær erfaring og sin forholdsvis fremskredne alder af 42 år var Hampton en født kavalerist – modig, dristig og en fremragende rytter. Han manglede blot noget af sine samtidiges farverighed, såsom hans senere chef, J.E.B. Stuart, der var 30. Han var en af blot to officerer (den anden var Nathan Bedford Forrest) som opnåede rang af generalløjtnant i kavaleriet i Konføderationen.
Hampton kom første gang i kamp i juli 1861 ved det Første slag ved Bull Run, hvor han indsatte sin Legion på et afgørende tidspunkt, hvilket gav Stonewall Jacksons brigade tid til at nå frem til slagmarken. Hampton blev såret første gang ud af fem i løbet af krigen, da han anførte et angreb mod en af Unionens artilleristillinger og en kugle strejfede hans pande.
Hampton blev forfremmet til brigadegeneral den 23. maj 1862 mens han ledede en brigade i Stonewall Jacksons division i Army of Northern Virginia. I Peninsula kampagnen, i slaget ved Seven Pines den 31. maj 1862, blev han alvorligt såret i foden, men blev på sin hest mens han blev forbundet – stadig under beskydning. Hampton vendte tilbage til aktiv tjeneste tidsnok til at kunne lede en brigade i slutningen af Syvdagesslaget, om end brigaden ikke for alvor kom i kamp.
Efter Peninsula kampagnen reorganiserede general Robert E. Lee sine kavaleristyrker som en division under ledelse af J.E.B. Stuart, som valgte Hampton som sin højestrangerende underordnede der skulle lede den ene af to kavaleribrigader. I vinteren 1862 omkring slaget ved Fredericksburg anførte Hampton en række raids bag fjendens linjer og tog mange fanger og forsyninger uden af lide tab, hvilket gav ham ros fra Lee. Under slaget ved Chancellorsville var Hamptons brigade placeret syd for James River og kom derfor ikke i kamp.
I Gettysburg kampagnen blev Hampton let såret i slaget ved Brandy Station, det største kavalerislag i krigen. Hans brigade deltog derefter i Stuarts vilde eventyr mod nordøst, hvor han red rundt om Unionshæren og mistede kontakten med Lee. Stuart og Hampton nåede frem til nærheden af Gettysburg sent den 2. juli 1863. Mens han var lige udenfor byen blev Hampton konfronteret med en unionskavalerist, som sigtede på ham med en riffel på 200 meters afstand. Hampton angreb kavaleristen inden han kunne affyre sin riffel, men en anden kavalerist overraskede ham med et sabelhug mod hans baghoved. Den 3. juli anførte Hampton kavaleriangrebet øst for Gettysburg, der var et forsøg på at afbryde Unionens forsyningslinjer, men stødte ind i Unionens kavaleri. Han fik yderligere to rifter i ansigtet fra sabelhug, men fortsatte med at kæmpe indtil han blev såret igen af en granatsplint i hoften. Han blev ført tilbage til Virginia i den samme ambulance som general John Bell Hood.
Den 3. august 1863 blev Hampton forfremmet til generalmajor og fik kommandoen over en kavaleridivision. Hans sår fra Gettysburg tog lang tid om at heles så han kom først tilbage i aktiv tjeneste i november. Under Overland kampagnen i 1864 blev Stuart dræbt i slaget ved Yellow Tavern og Hampton fik overdraget kommandoen af kavalerikorpset den 11. august 1864. Han udmærkede sig i sin nye rolle ved det blodige slaget ved Trevilian Station, hvor han besejrede Philip Sheridans kavaleri – og rent faktisk tabte han ikke noget kavalerislag i resten af krigen. I september gennemførte Hampton det, som senere blev kendt som "Beefsteak Raid", hvor hans tropper tog over 2.400 stykker kvæg og over 300 fanger bag fjendens linjer.
I oktober 1864 i nærheden af Petersburg sendte Hampton sin søn Thomas Preston, en løjtnant, der var sin fars adjudant, af sted for at aflevere en besked. Kort tid efter red Hampton og hans anden søn Wade IV i samme retning. Inden de havde reddet 200 meter stødte de på Preston, som var blevet skudt ned, og da unge Wade stod af hesten blev han også ramt. Thomas Preston døde af sine sår.
Mens Lees hær blev fastholdt i Belejringen af Petersburg vendte Hampton i januar 1865 tilbage til South Carolina for at rekruttere nye soldater. Han blev forfremmet til generalløjtnant den 14. februar 1865, men overgav sig til sidst til Unionen sammen med general Joseph E. Johnstons Army of Tennessee ved Bennett Place i Durham, North Carolina. Hampton var tøvende overfor at overgive sig, og var nær kommet i slagsmål med unionens brigadegeneral Judson Kilpatrick på Bennett Farm. Hans hjem, Millwood, i nærheden af Columbia, South Carolina, var blevet brændt af generalmajor William T. Shermans unionssoldater, en stor del af hans formue var gået til at forsyne hans soldater og hans mange slaver havde fået deres frihed. Forståeligt nok var han en bitter mand, og han blev sammen med general Jubal A. Early en af de første fortalere for "Lost Cause" bevægelsen. Hampton var især vred over, at der kom sorte Unionstropper og besatte hans hjemstat.

## Karriere efter krigen
Hampton blev tilbudt nominering til guvernør i South Carolina i 1865, men afslog fordi han følte at dem nordfra ville være mistroiske overfor en tidligere konfødereret general der lod sig vælge til et politisk embede blot måneder efter borgerkrigens slutning. Trods hans afvisning måtte Hampton gennemføre en kampagne for at få hans støtter til at undlade at stemme på ham. I 1868 blev Hampton formand for Demokraternes centralkomite i South Carolina. Han forsøgte at begrænse ekstremisternes indflydelse i partiet og fremme en forsonlig politik overfor de sorte, men det nyttede ikke noget, da de radikale Republikanere knuste demokraterne ved guvernørvalget i 1868. Hans rolle indenfor statens politik var udspillet indtil 1876, om end han forsøgte at hjælpe Matthew Calbraith Butler fra Union Reform partiet i guvernørvalget i 1870.
Hampton var en førende modstander mod Republikanernes genforeningspolitik i Syden, og stillede op til guvernørvalget i 1876 som den første sydlige guvernør kandidat der stillede op på et program mod genforeningspolitikken. Demokraten Hampton var opstillet mod den siddende radikale Republikaner Daniel Henry Chamberlain. Tilhængerne af Hampton blev kaldt rødskjorter og var meget voldelige. Støttere for Chamberlain, fortrinsvis sorte militsmedlemmer forsvarede sig med våben. Derfor blev guvernørvalget i 1876 det blodigste i statens historie. Stemmetallene lå meget tæt, og begge sider hævdede at have vundet. I over 6 måneder var der to lovgivende forsamlinger i staten, der begge hævdede at være den rette. Til sidst dømte South Carolinas højesteret Hampton som vinder af valget. Valget af den første Demokrat i South Carolina efter borgerkrigen så vel som valget af Rutherford B. Hayes som præsident betød afslutningen på den lange genforeningsperiode i Syden.
Efter valget blev Hampton kendt som "South Carolinas frelser". Han blev genvalgt i 1878 til en ny periode, men to dage efter valget blev han kastet af et muldyr mens han jagede rådyr og brækkede sit højre ben. New York Times kaldte det for "Muldyrs svindelen" og hævdede at det var et politisk trick, som Hampton havde planlagt så han ikke behøvede at underskrive
valgcertifikaterne (dvs. officielle breve tilde kandidater, som er blevet valgt), selv om guvernører i South Carolina ikke underskriver valgcertifikater. Selv om han afslog at stille op til valget til senatet blev han valgt til De Forenede Staters senat af South Carolinas General Assembly, endda samme dag, som han fik amputeret sit ben. Han trådte tilbage som guvernør i 1879 og sad i to perioder i Senatet indtil 1891, hvor han tabte valget.
I 1890 giftede Hamptons niece Caroline, en operationssygeplejerske, sig med faderen til amerikansk kirurgi William Halsted. Det var på grund af hendes hudreaktion på kirurgisk steriliseringat Halsted havde opfundet operationshandsken året inden.
Fra 1893 til 1897 var Hampton jernbane kommissær udpeget af præsident Grover Cleveland. I 1899 blev hans hjem i Columbia, South Carolina ødelagt ved en brand. Som en gammel mand havde han begrænsede midler til at finde et nyt hjem. Trods hans kraftige protester indsamlede en gruppe af hans venner tilstrækkelig mange penge til at bygge ham et nyt hus.
Hampton døde i Columbia og ligger begravet der i Trinity Cathedral Churchyard. Statuer af ham blev opstillet i South Carolina State House og i United States Capitol. En rytterstatue af Frederick W. Ruckstull blev opstillet i området ved South Carolina State House i 1906.

## I erindringen
For at ære Hampton for hans lederskab i Borgerkrigen og genrejsningen af staten oprettede den lovgivende forsamling Hampton County ud af Beaufort County i 1878. Byen Hampton Courthouse (senere forkortet til Hampton) fik bystatus den 23. december 1879, så den kunne fungere som administrativt centrum for Hampton County. Ud over South Carolina opkaldte mange byer veje efter den afholdte statsmand. Mindst 8 bysamfund i South Carolina har en "Wade Hampton" gade (Beaufort, Charleston, South Carolina, Duncan, Greenville, Greer, Hampton, Taylors, Walterboro) og i ca. 47 mindre byer i South Carolina er der "Hampton" veje. To gymnasier i South Carolina hedder "Wade Hampton High School," en i Greenville og den anden i Hampton. En boligblok på Hampton's alma mater, University of South Carolina, hedder "Wade Hampton." Hampton Park i Charleston og Columbia er også opkaldt efter Hampton.
I 1913 navngav dommeren John Randolph Tucker et folketællingsområde i Alaska "Wade Hampton Census Area" til minde om sin svigerfar. Et artilleribatteri blev opkaldt efter Wade Hampton på Fort Crockett på Galveston Island, Texas. Det var et af fire kystartilleri batterier og bestod af to 10-tommer kanoner. Under 2. Verdenskrig blev SS Wade Hampton, et Liberty-skib opkaldt efter generalen. Det blev sænket ud for Grønlands kyst af en tysk Ubåd.

## I fiktionen
Wade Hampton III optræder i How Few Remain, den første roman i Harry Turtledoves Timeline-191 serie, en alternativ historie hvori Syden vandt den amerikanske borgerkrig. I bogen forbereder Hampton sig på at lede et kup mod Sydstaternes præsident James Longstreet efter at Longstreet har meddelt at han vil afskaffe slaveriet. Senere i serien i romanen American Empire: Blood and Iron, bliver Hamptons fiktive barnebarn, Wade Hampton V, valgt til præsident i Konføderationen i 1921, men bliver myrdet kort efter at et medlem af Frihedspartiet, en organisatin, der ligner de røde skjorter.
I Margaret Mitchells roman Borte med blæsten gør Scarlet O'Haras første mand, Charles Hamilton, tjeneste i Wade Hamptons regiment, og dør af mæslinger blot 7 uger senere. Da det ifølge Mitchell var moderne at opkalde drengebørn efter deres fædres overordnede, bliver Scarletts søn med Charles derfor givet navnet Wade Hampton Hamilton.
I John Jakes Nord og Syd trilogi, gør personen Charles Main tjeneste ved Hamptons kavaleri gennem hele Borgerkrigen.